# 恒恵
恒恵（こうえ/ごうえ、永暦元年（1160年）- 建永元年4月29日（1206年6月7日））は、平安時代末期から鎌倉時代にかけての天台宗の僧侶。後白河天皇の皇子で、母は兵衛尉平信重の娘・坊門局。通称は岡崎宮。

## 経歴
同母兄に円恵法親王と定恵法親王がいるが、彼が親王宣下を受けられなかった理由は不明。
実兄の円恵法親王の門に入り、後に園城寺の法輪院に住み、後に権僧正となる。
建仁元年（1201年）、土御門天皇の護持僧に任じられ、その際に僧正の地位と一身阿闍梨の称号を授けられる。
建永元年4月29日（1206年6月7日）、48歳で死去した。